# ノイバウガッセ駅

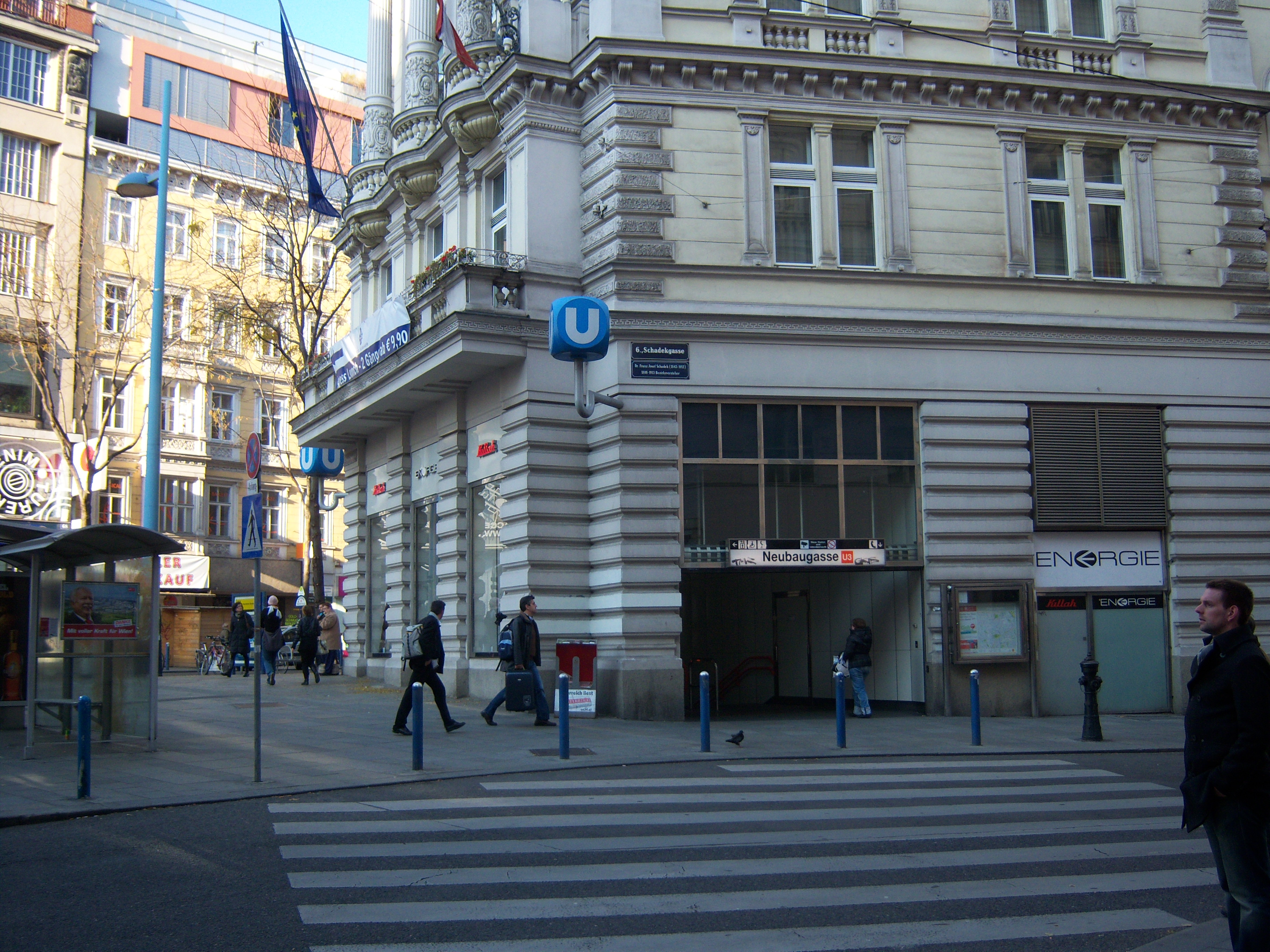
駅入り口

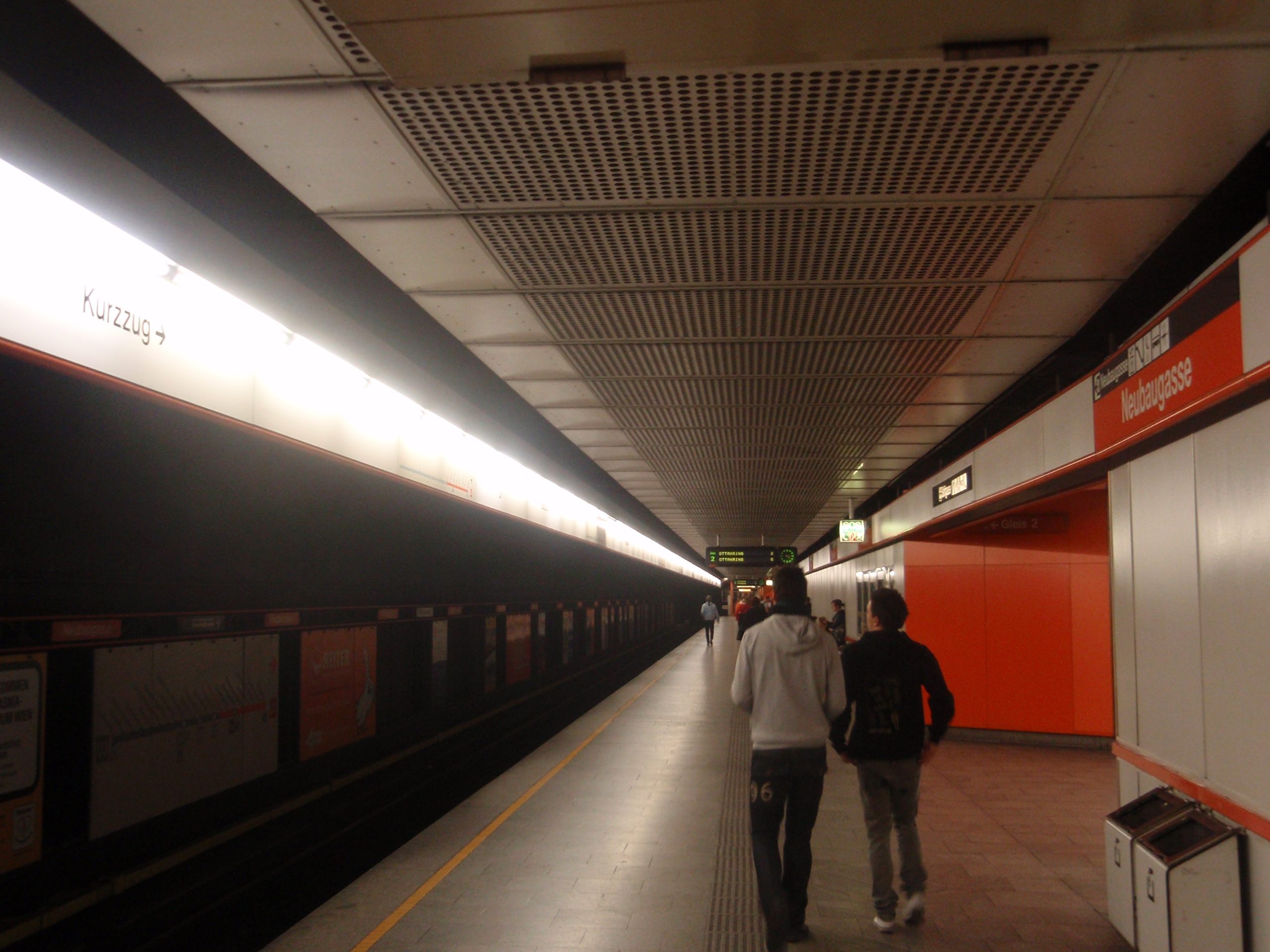
2番線 Ottakring行の様子

ノイバウガッセ駅は、ウィーンの6区と7区の境界にある、ウィーン地下鉄3号線の駅。1993年開業。駅は、3階建構造となっている。駅名は、ノイバウガッセのショッピング通りにちなみ、名付けられた。キアシェンガッセとノイバウガッセの間に延びる駅には、上下に配置された2つのトンネルのチューブにまたがるサイドプラットフォームがある。 
ノイバウガッセ駅は、地下鉄U3線の第2セクション(フォルクスシアターからウエストウエストバンホフ間)とともに開業され、ウィーンの地下鉄駅の中でも、最も間隔の広い入口と出口がある駅の1つとなっている。これらの出入り口は、一つは中二階を経由して、マリアヒルファー通りに続き、もう一つはキアシェンガッセとマリアヒルファー通りの角にあるゲアンゴース百貨店の地下に続く。ウィーンでも一番高利益なショッピング通りに位置するため、利用客が多いが、その反面、近年では、物乞い、麻薬の売買や使用現場に接触することも少なくない。 
駅の近くには、ハウス・デス・メアレス(水族館、de:Haus des Meeres)がある。 
2027年までには、市庁舎からマツラインツドーファープラッツまでの、地下鉄U2線の南方延長プロジェクトの一環として、本駅にU2線のプラットフォームが建設される予定。   